# Wake (Okayama)
Wake (和気町 Wake-chō?) es un pueblo localizado en la prefectura de Okayama, Japón. En junio de 2019 tenía una población estimada de 13.721 habitantes y una densidad de población de 95,1 personas por km². Su área total es de 144,21 km².

## Geografía

### Localidades circundantes
- Prefectura de Okayama
  - Bizen
  - Akaiwa
  - Mimasaka
  - Misaki

## Demografía
Según los datos del censo japonés, esta es la población de Wake en los últimos años.
| Año del censo | Población |
| ------------- | --------- |
| 1995          | 17.227    |
| 2000          | 16.815    |
| 2005          | 16.180    |
| 2010          | 15.362    |
| 2015          | 14.412    |